# NGC 6260
NGC 6260 ist eine 14,1 mag helle Spiralgalaxie vom Hubble-Typ Sbc im Sternbild Drache am Nordsternhimmel. Sie ist schätzungsweise 302 Millionen Lichtjahre von der Milchstraße entfernt und hat einen Scheibendurchmesser von etwa 70.000 Lj.
Das Objekt wurde am 5. August 1886 von Lewis A. Swift entdeckt.